# サリ族
サリ族（サリぞく、Salians）またはサリー族（サリーぞく）とは、ゲルマン系フランク人に属し、中世のフランク王国建国の中心となった部族。リプアリア族とともにフランク系の2大支族をなした。

## 歴史
フランク族は元来ライン川とヴェーザー川の間（現オランダ・ドイツ西部）に住む部族の総称で、サリ族はその北部にいたと考えられる。現在オランダのオーファーアイセル州にサラント（Salland）地方があり、アイセル川の古名もサラ（Sala）と言ったことから、これらの地名と関係があると考えられる。
358年、ゲルマン系諸族のガリア侵入に対抗するため、ローマ帝国の皇帝ユリアヌスはトクサンドリア（現在のオランダ南部からベルギー北西部）に領地を与えてサリ族を移住させ、軍への奉仕軍隊とした。サリ族はさらにローマ帝国の同盟者（フォエデラティ）の地位を獲得した。ローマ領内に定住した後、サリ族らは土地を栽培し、ローマ人に対抗できるような組織化された社会を生み出した。
440年、西ローマ軍がガリアから撤退し、トクサンドリアのフランク人は現フランス方面への南下を開始した。この頃クローディオ、次いで伝説的英雄メロヴィクスがサリ族を率いた。メロヴィクスの率いるサリ族の軍はトゥルネー（現ベルギー）を本拠とし、ローマ軍の傭兵的な地位を保っていた。451年、フランク族は西ローマ軍に従い、アッティラに率いられたフン族と戦いこれを敗った（カタラウヌムの戦い）。
フランク人ではその後、メロヴィクスの息子とされるキルデリク1世、さらにその息子クローヴィス1世が指導者として活躍した。クローヴィス1世はフランク王国を建国し、フランク族の慣習法などを基礎として法を制定した。これはサリの名に因みサリカ法と呼ばれ、中世・近世ヨーロッパに大きな影響を残した。
さらに、ヴィドー家と神聖ローマ帝国のザーリアー朝もサリ族の系統と指摘されている。

## 文化と言語
フランク人の言語であるフリジア語は、フランスの低方言のグループに属す。また、サリ族は古代オランダの文化と社会の中枢をなした民族の一つであり、フリジア人、バタボス、ザクセン人などとともにフランク王国の主要民族となった。オーリン・W・ロビンソン（Orrin W. Robinson）のような現代の研究者によると、サリ族の言語は古代ゲルマン語の一方言からフリジア語、フランコニア語からオランダ語に進化したと考えられる、という。
サリ族は緩やかな連合を構成し、ローマ領と交渉するために組織化した。各部族は家族・親戚単位の小規模なグループで構成され、その中でも特に有名で強く、高貴と見なされる特定の家族の周りに集まり、集落を形成した。